# Mehrkamera-Produktion

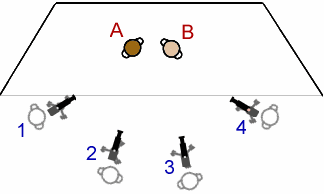
Zeichnung eines Produktionssets mit zwei Darstellern (A und B) und vier Kameras (1 bis 4)

Die Mehrkamera-Produktion (eng. multi-camera setup) ist ein Verfahren bei der Videoproduktion, das für Fernseh- und Filmaufzeichnungen verwendet wird. Dabei werden mehrere Kameras gleichzeitig genutzt, um ein Ereignis aus mehreren Blickwinkeln gleichzeitig aufzuzeichnen.
Häufig findet dieses Verfahren Anwendung bei Nachrichtensendungen, Sportereignissen und Konzertaufzeichnungen.
Bei Live-Übertragungen wird dies üblicherweise mit einem Bildmischer realisiert, der zwischen den einzelnen Kamera-Signalen umschalten kann, um eine Sequenz aus mehreren Einstellungen zu erzeugen. Im Gegensatz dazu kann für die Postproduktion auch jede Kamera separat aufgezeichnet und in der Postproduktion zu einem zusammenhängenden Programm geschnitten werden.
Das Gegenteil der Mehrkamera-Produktion ist die Einzelkamera-Produktion.

## Geschichte
Seit Beginn des Fernsehens werden mehrere Kameras verwendet, um Produktionen zu realisieren. In den USA wurde 1928 der Film The Queen’s Messenger im Mehrkamera-Verfahren aufgezeichnet. Dabei waren zwei Kameras auf die beiden Darsteller gerichtet und mit einer dritten wurden Close-ups von Händen und Gegenständen gefilmt. 
In Deutschland wurden die Olympischen Spiele 1936 als erstes Großereignis live mit mehreren Kameras produziert.

## Verbreitung beim Film
Bei Filmproduktionen ist es üblich, dass eine Szene mit einer einzelnen Kamera aufgezeichnet wird (szenisches Drehen), um jede Einstellung optimal für den Blickwinkel des Betrachters einzurichten und einzuleuchten. So ist es üblich, dass jede Szene nacheinander aus verschiedenen Blickwinkeln gefilmt und hinterher in der Postproduktion zusammengesetzt wird (Montage). Dafür ist es nicht erforderlich, dass die einzelnen Szenen chronologisch aufgezeichnet werden. 
Vereinzelt werden jedoch auch mehrere Kameras eingesetzt, um Produktionen zu beschleunigen und somit Kosten zu sparen, da mit einem Durchlauf einer Szene mehrere Blickwinkel abgedeckt werden.

## Vorteile
Zu den Vorteilen der Mehrkameraproduktion gehört gerade bei Live-Ereignissen die Möglichkeit, zwischen mehreren Blickwinkeln zu wechseln, ohne Kameras neu einzurichten.